# Église troglodyte Saint-Pierre-et-Saint-Paul de Rsovci
Pour les articles homonymes, voir Église Saint-Pierre-et-Saint-Paul.
L'église troglodyte Saint-Pierre-et-Saint-Paul de Rsovci (en serbe cyrillique : Пећинска црква Светих Петра и Павла у Рсовцима ; en serbe latin : Pećinska crkva Svetih Petra i Pavla u Rsovcima) est une église orthodoxe serbe serbe située à Rsovci, dans la municipalité de Pirot et dans le district de Pirot, en Serbie. Elle est inscrite sur la liste des monuments culturels protégés de la république de Serbie (no SK 769),. 

## Présentation

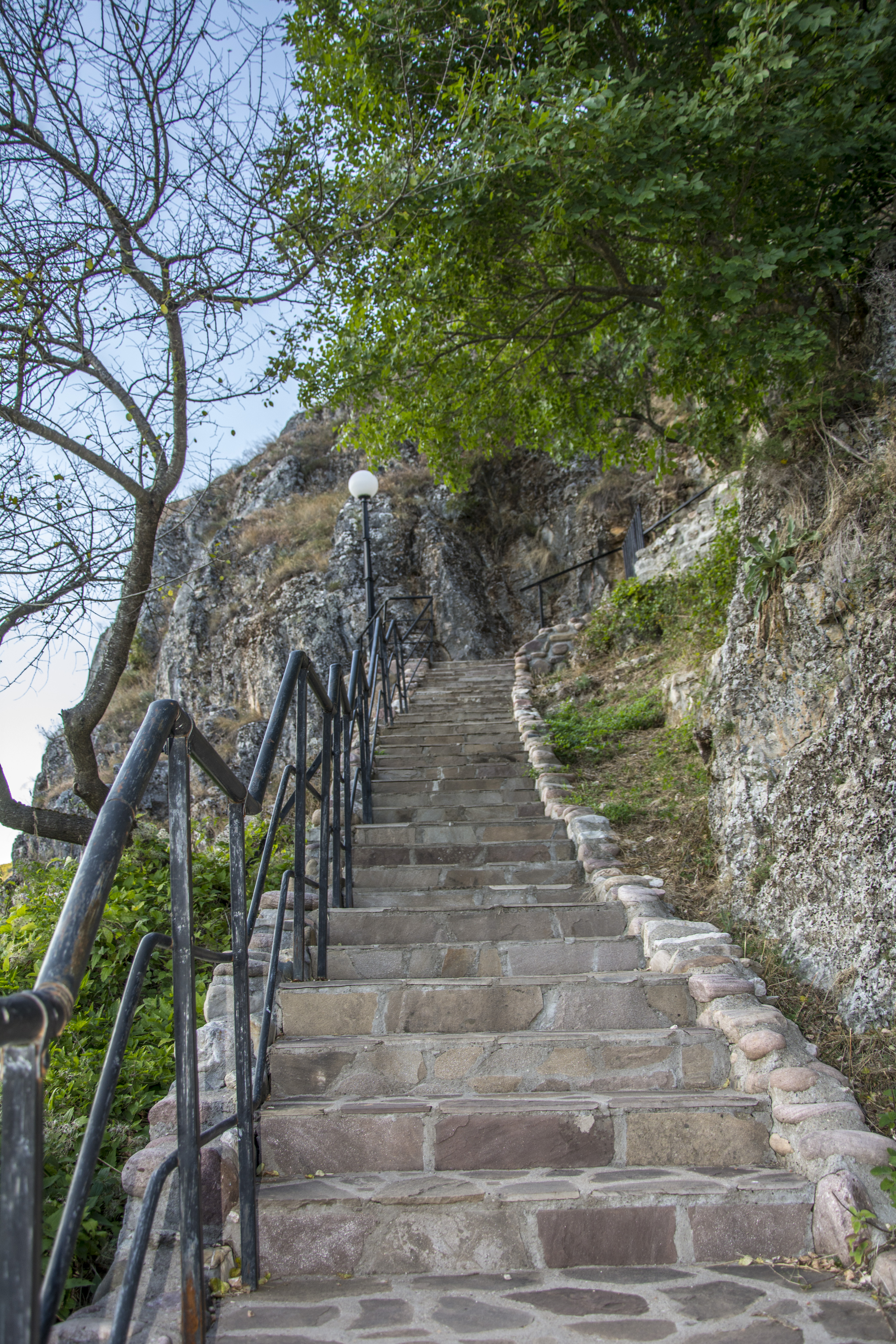
Le chemin vers l'église.

L'église rupestre est située au pied de la Stara planina (le Grand Balkan) sur le mont Kalik et sur la rive droite de la rivière Visočica, à 22 km de Pirot. Elle aurait été fondée au XIIIe siècle, ou au début du XIVe siècle par des ermites venus du Sinaï. L'église a été creusée dans la roche avec deux fenêtres ouvertes à même la pierre ; l'entrée a été sécurisée par une porte. Elle est accessible par un chemin de pierre.

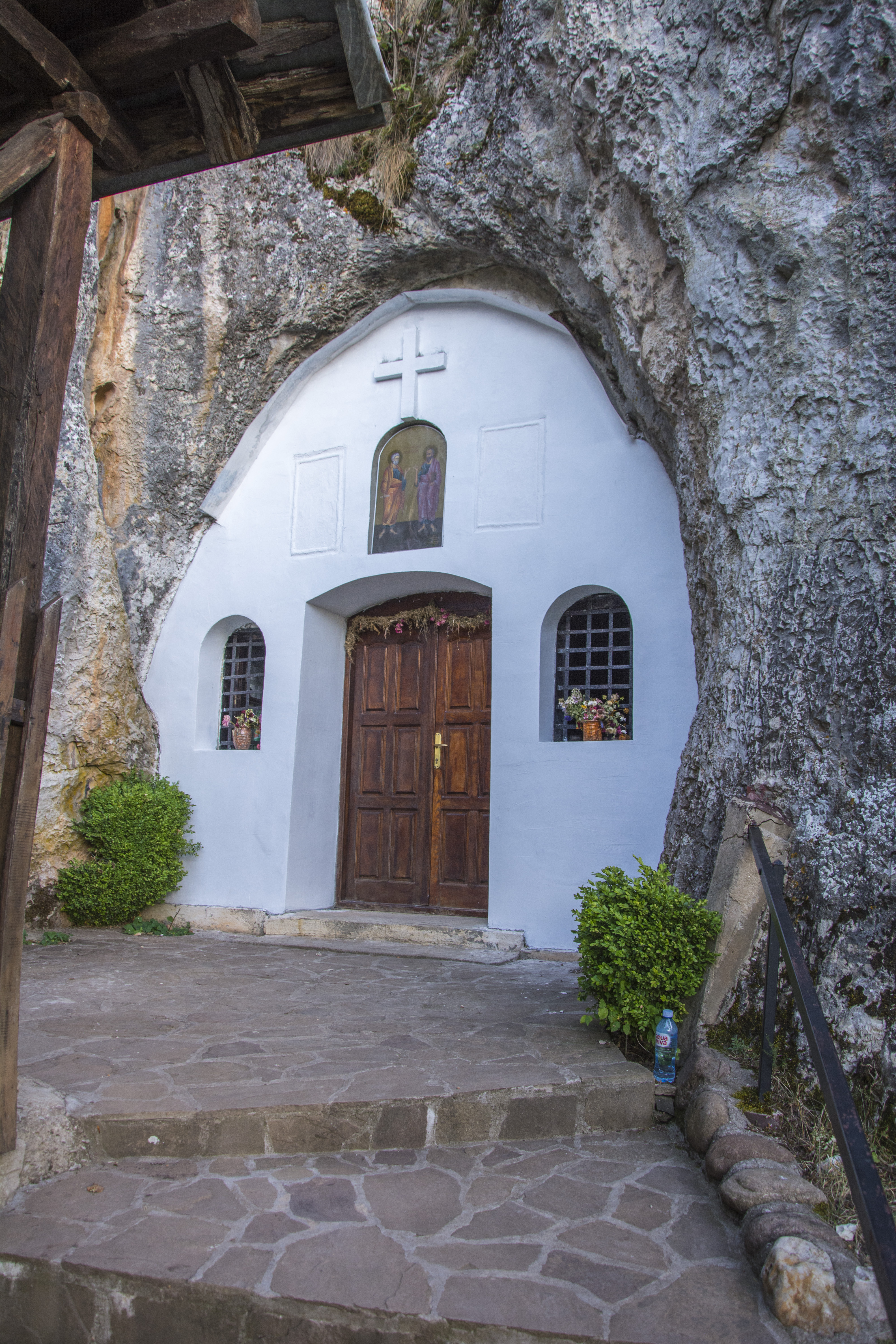
L'entrée de l'église.

L'église abrite une fresque très rare représentant Jésus jeune ou Jésus chauve (en serbe : Ćelavi Isus),, probablement réalisée par les ermites qui se trouvaient alors loin des yeux des autorités de l'Église d'alors. Des peintres du Sinaï avaient probablement été invités par le prince Lazar, notamment pour décorer son église de Kruševac, l'église Lazarica.

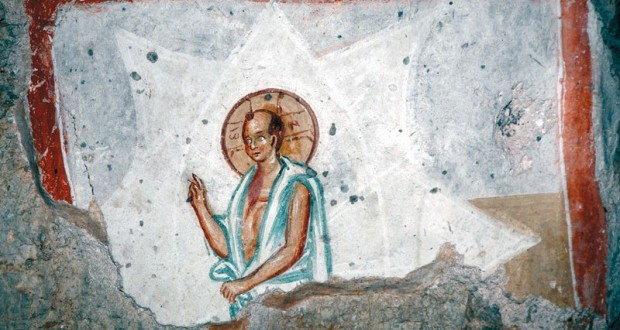
La fresque représentant Jésus chauve.